# طائر جارح
الطيور الجارحة او الطيور الكاسرة، وتختصر إلى الجوارح أو الكواسر، هي الطيور التي تصطاد طرائدها لإعالة نفسها مثل العقاب والصقر والنسر، مستعينة بأجنحتها وحواسها القوية سيما الرؤية ومخالبها الحادة ومناقيرها المتحورة بطريقة تجعلها مناسبة لتقطيع وتمزيق اللحم. ومعظم الطيور الجارحة لديها جسم انسيابي مما يساعدها على الوصول إلى سرعات عالية. تتغذى في المقام الأول على الفقاريات الكبيرة ولديها بصر شديد لاكتشاف الطعام عن بعد أو أثناء الطيران، بالإضافة إلى صيد الفرائس الحية، فهناك أنواع تأكل الجيف مثل النسور.

## في اللغة
الجوارح: ومعناها في اللغة
- من الطير والسباع والكلاب: ذواتُ الصيد لأَنها تَجْرَحُ لأَهلها أَي تَكْسِبُ لهم، الواحدة جارحة؛ فالبازي جارحة، والكلب الضاري جارحة.
- جَوارِحُ الإِنسان: أَعضاؤُه وعَوامِلُ جسده كيديه ورجليه.[7]

## التصنيف
تضم الطيور الجارحة عدة رتب منها البازيات (Accipitriformes) والصقريات (Falconiformes) والبوميات (Strigiformes)
و رتبة القماميات (Cathartiformes)
تصنف الطيور النهارية منها رسمياً إلى خمس فصائل من ثلاث رتب وهي:
- رتبة البازيات:
  - الفصيلة البازية (Accipitridae) : العقبان، البيزان، الحدآت ، ونسور العالم القديم.
  - فصيلة العقبان النسارية (Pandionidae) :عقاب نسارية.
  - الفصيلة النابلية (Sagittariidae) : طائر الكاتب.
  - فصيلة نسور العالم الجديد (Cathartidae).
- رتبة الصقريات:
  - فصيلة الصقرية (Falconidae) :الصقور، الكركار.

كانت هذه الفصائل تصنف قديماً في رتبة واحدة وهي صقريات الشكل (Falconiformes) ولكنها قسمت إلى رتب عدة كالتي ذكرت في الأعلى.
أما الطيور الليلية منها فتصنف إلى فصيلتين من رتبة واحدة وهي:
- رتبة البوميات (Strigiformes):
  - فصيلة البوم الحقيقي (Strigidae).
  - فصيلة الطيطونيات (Tytonidae).